# Вишнёвая Поляна
Вишнёвая Поля́на (офиц. Вишневая Поляна, тат. Чияле Алан, чув. Чие Ĕшни) — деревня в Нурлатском районе Республики Татарстан Российской Федерации. Входит в состав Среднекамышлинского сельского поселения.

## География
Расположена на реке Большой Черемшан, в 17 км к северу от города Нурлат.
Часовой пояс
Вишнёвая Поляна, как и вся Республика Татарстан, находится в часовой зоне МСК (московское время). Смещение применяемого времени относительно UTC составляет +3:00.

## История
Основана чувашами в 1710 году. С середины XIX века проживают также русские (25 %) и татары.

Население в XVIII—XIX веках — в основном государственные крестьяне. В начале XX века функционировали Рождественская церковь (построена в 1823 году на средства прихожан, каменная, двухпрестольная, главный престол — в честь Рождества Христова, придел — во имя Святого Николая Чудотворца), земская школа, водяная мельница, кузница, крупообдирки, лавки, по средам проходил базар. 
Административно-территориальная принадлежность
В XIX веке входила в Егоркинскую волость Чистопольского уезда Казанской губернии. С 1920 года в составе Чистопольского кантона Татарской АССР. С 10 августа 1930 года в Октябрьском, с 10 декабря 1997 года — в  Нурлатском районе. 

## Название
Топоним произошел от фитонима «вишня» и оронимического термина «поляна».

Весьма многочисленны названия полей в сочетании со словом ӗшне (ӑшне). В словарях оно обычно переводится как «поляна». На наш взгляд, такой перевод не точен. В.Г. Егоров в «Этимологическом словаре чувашского языка» (Чебоксары, 1964, с. 67) сравнивает ӗшне с орхоно-енисейским и татарским словом ышна «расчищенное для посева место в лесу, подсека, выжиг». Корень слова ӑшне/ӗшне — ӑш- означает, по-видимому, «жечь». Словом ӑшне, вероятно, обозначали поле, освобожденное от леса путем выжига. Правильнее будет переводить ӗшне/ӑшне в значении «выжиг».— Чувашские исторические предания
Встречаются аналогичные чувашские названия:
Ясная Поляна (Çут Ĕшне) Самарская Обл.
Березовая Поляна (Хурăнлăх Ĕшни) Самарская Обл.
Мельничная Поляна (Арман Ĕшни) Самарская Обл.
Чистая Поляна (Таса Ĕшне) Самарская Обл.
Исторические и прежние названия
Киндяковка, Рождественское; Рождественское.

## Население
Число жителей: в 1710 году — 209 человек; в 1764 — 525; в 1781/1782 — 247 душ мужского пола; в 1830 — 407; в 1857 — 1258; в 1859 — 1247, в 1897 — 2021 (вместе с выселком Абляскино), в 1908 — 1690, в 1920 — 2030, в 1926 — 1844, в 1938 — 1088, в 1958 — 412, в 1970 — 780, в 1979 — 555, в 1989 — 304; в 2000 — 373 человека, в 2010 — 421 (чуваши, русские).

В 1781/1782 годах в селе Рожественское, Вишнёвая Поляна Чистопольского уезда Казанского наместничества насчитывалось 247 душ, крещёных чуваш.

По переписи 1989 года: чувашей — 72 %, русских — 27 %. По данным Всероссийской переписи населения 2002 года в деревне проживали 417 человек, преобладающая национальность — чуваши (69 %).

В этнической культуре и языке наблюдаются общие для закамских чувашей черты, основанные на смешении элементов низовой и верховой традиций.

## Экономика и инфраструктура
Жители заняты в полеводстве, скотоводстве. Имеются средняя школа, клуб, библиотека.

## Уроженцы
1. Исаев Николай Сергеевич (1920 г.р.) уроженец с. Вишневая Поляна. Герой ВОВ, Герой РФ.
2. Волков, Александр Александрович (1920, Вишнёвая Поляна, Казанская губерния — 2010, Люберцы, Московская область) — советский и российский офицер, танкист в годы Великой Отечественной войны, Герой Российской Федерации (1998).